# Armiário
Armiário eram os artistas que fabricavam armas brancas, originários da chamada Antiguidade e da chamada Idade Média, que idealizavam, projetavam, desenvolviam os chamados "protótipos", para ampla pesquisa em campos de batalha simulados, em que os guerreiros se encontravam devidamente protegidos, e finalmente apresentavam o produto para aqueles que o encomendavam com garantias de sua produção, que interessavam diretamente a eles, artistas de renome, pois geralmente o produto carregava o nome de seu chamado - armiário ou do nome "general (no sentido histórico de chefia estratégica) e/ou geral de utilização".